# نایران
نایران (به ژاپنی: 内覧 Nairan)، بازرس اسنادی بود که به امپراتور ژاپن (تننو) ارائه می‌شد یا نام پستی بود که کسانی بازرسی را انجام می‌دادند.
تننو معمولاً فرمان بازرسی امپراتوری را به نایب السلطنه (یا کانپاکو و سشو می‌داد.